# Apophysomyces
Apophysomyces är ett släkte av svampar. Apophysomyces ingår i familjen Radiomycetaceae, ordningen Mucorales, divisionen oksvampar och riket svampar.
|               | Radiomyces                              |
|               |                                         |
| Apophysomyces | \| \| Apophysomyces elegans \| \| \| \| |
|               | \| \| Apophysomyces elegans \| \| \| \| |
|               | Saksenaea                               |
|               |                                         |
|               | Apophysomyces elegans                   |
|               |                                         |

|  | Apophysomyces elegans |
|  |                       |